# NGC 2211
NGC 2211 je galaksija u zviježđu Velikom psu.

## Vanjske poveznice
- SEDS: NGC 2211